# Canthigaster flavoreticulata
Canthigaster flavoreticulata és una espècie de peix de la família dels tetraodòntids i de l'ordre dels tetraodontiformes.

## Hàbitat
És un peix marí, de clima tropical i associat als esculls de corall que viu entre 98-111 m de fondària.

## Distribució geogràfica
Es troba al Pacífic.

## Observacions
És inofensiu per als humans.